# Rising in the East
Rising in the East —en español, Emergiendo en el este— es un DVD en vivo de la banda británica de heavy metal Judas Priest, publicado en 2005 por Rhino Records. Fue grabado en mayo del mismo año durante dos noches en el recinto Nippon Budokan de Tokio en Japón, durante la gira Retribution World Tour en promoción al álbum Angel of Retribution de 2005.
Es el primer registro en vivo luego del regreso de Rob Halford a la banda, por lo que cuenta con los mejores temas grabados durante su permanencia en ella, a su vez de temas del álbum Angel of Retribution al cual promocionaban. A los pocos meses de lanzarse, recibió disco de oro por la Recording Industry Association of America luego de superar las cincuenta mil copias vendidas en los Estados Unidos.

## Listas de canciones
| N.º | Título                            | Duración |  |
| 1.  | «The Hellion/Electric Eye»        | 5:04     |  |
| 2.  | «Metal Gods»                      | 4:44     |  |
| 3.  | «Riding on the Wind»              | 3:22     |  |
| 4.  | «The Ripper»                      | 3:09     |  |
| 5.  | «A Touch of Evil»                 | 6:04     |  |
| 6.  | «Judas Rising»                    | 4:28     |  |
| 7.  | «Revolution»                      | 4:55     |  |
| 8.  | «Hot Rockin'»                     | 3:41     |  |
| 9.  | «Breaking the Law»                | 3:21     |  |
| 10. | «I'm A Rocker»                    | 3:50     |  |
| 11. | «Diamonds & Rust»                 | 4:14     |  |
| 12. | «Worth Fighting For»              | 4:39     |  |
| 13. | «Deal with the Devil»             | 4:26     |  |
| 14. | «Beyond the Realms of Death»      | 6:52     |  |
| 15. | «Turbo Lover»                     | 6:14     |  |
| 16. | «Hellrider»                       | 5:42     |  |
| 17. | «Victim of Changes»               | 11:29    |  |
| 18. | «Exciter»                         | 5:57     |  |
| 19. | «Painkiller»                      | 7:09     |  |
| 20. | «Hell Bent for Leather»           | 4:18     |  |
| 21. | «Living After Midnight»           | 6:54     |  |
| 22. | «You've Got Another Thing Comin'» | 9:23     |  |

## Músicos
- Rob Halford: voz
- K.K. Downing: guitarra eléctrica
- Glenn Tipton: guitarra eléctrica
- Ian Hill: bajo
- Scott Travis: batería